# Ignace Leybach
Ignace Xavier Joseph Leybach, né le 17 juillet 1817 à Gambsheim, Alsace et mort le 23 mai 1891 à Toulouse, est un professeur, pianiste, organiste et compositeur de pièces de salon pour piano.

## Biographie
Il entreprend sa formation d'organiste avec Joseph Wackenthaler, organiste et maître de chapelle de la cathédrale Notre-Dame de Strasbourg. Il est ensuite l'élève de Friedrich Kalkbrenner et de Chopin à Paris. Considéré comme un fameux pianiste en son temps, notamment pour une unique pièce pour piano, son cinquième Nocturne, op. 52 no 5. Sa Fantaisie élégante improvisée sur des thèmes familiers extraits du Faust de Gounod.
En 1844 il est organiste de la cathédrale Saint-Étienne de Toulouse, succédant à Justin Cadaux. Il publie une méthode d'orgue en trois volumes contenant près de 350 pièces. Leybach a aussi écrit des motets et de la musique liturgique.